# 예술좌
예술좌(藝術座)는 '문예협회'의 후신이라고 볼 수 있는 단체이다. 쓰보우치의 제자, 특히 당시 가장 촉망을 받았던 시마무라(島村拘月)가 중심이 되어 여우(女優) 마쓰이(松井須磨子), 남우 사와타(澤田正二郞) 등이 주축을 이루었다. 다이쇼 2년(1913) 마테를링크의 <내부(內部)>와 <몬나 봔나>의 두 작품을 합쳐 첫공연을 가졌는데, 이에 참여한 사람들은 문예협회에서 쓰보우치의 운영방식에 은근히 반대해 온 젊은 층들이었다. 따라서 창립당초에는 신풍을 표방하였으나 얼마 안가 시마무라와 마쓰이와의 연애사건, 마쓰이의 지나친 독주로 해서 단원들 사이의 협조가 깨지기 시작했고 극단 운영면에 있어서도 확고하지 못한 채 신극의 대중화(大衆化)라는 방향으로 흘러버려 단장인 시마무라는 예술과 운영, 예술성과 대중성 사이의 딜레머에 빠지게 되었다. 특히 톨스토이의 <부활>을 각색·상연한 공연은 여주인공역인 마쓰이 스마코로 하여금 '카추샤의 노래'까지 부르게 하여, 444회라는 장기공연에는 성공했으나 극단성격에 대한 비판을 받았다. 특히 마쓰이의 인기로 유지되는 듯한 인상을 강하게 풍긴 이 극단은 <살로메>와 <바다의 부인> <카르멘> <안나 카레니나>등 스타 중심의 레퍼토리가 눈에 띄었고, 따라서 시마무라의 급사(急死)와 뒤를 이은 마쓰이의 자살로 인해 센세이셔널한 화제를 남기면서 다이쇼 8년(1919)에 막을 내렸다.